# Breisach am Rhein
Breisach am Rhein (Breisach nad Rýnem) je město v německé spolkové zemi Bádensko-Württembersko, v zemském okrese Breisgau-Vysoký Schwarzwald ve vládním obvodu Freiburg. Leží na pravém břehu řeky Rýn, která zde tvoří hranici s Francií.
V roce 2011 zde žilo 14 067 obyvatel.